# Гуминовые кислоты
Гуми́новые кисло́ты — группа тёмноокрашенных гумусовых кислот, растворимых в щелочах и нерастворимых в кислотах.
Гуминовые кислоты — сложная смесь высокомолекулярных природных органических соединений, образующихся при разложении отмерших растений и их последующей гумификации (биохимического превращения продуктов разложения органических остатков в гумус при участии микроорганизмов, воды и кислорода). В сухом состоянии — неплавкий аморфный тёмно-бурый порошкообразный продукт. Гуминовые кислоты входят в состав органической массы торфа, углей, некоторых почв и лигносульфоната (побочный продукт переработки древесины), откуда извлекаются обработкой слабыми водными растворами щелочей.
Гуминовые кислоты влияют на органолептические свойства воды (запах, цвет), ускоряют коррозию металла, оказывают отрицательное влияние на развитие водных микроорганизмов, влияют на химический состав воды (снижают содержание кислорода, влияют на ионные и фазовые равновесия).
Гуминовые вещества (от лат. humus — земля) впервые были выделены в 1786 году немецким учёным Францем Ашаром из торфа. Позднее источниками для получения ряда препаратов на основе гуминовых кислот стали служить почвы, сапропель, бурые угли и лигносульфонат. В России гуминовые препараты, изготавливаемые из торфа, бурого угля, сапропеля и лигносульфоната, используются для подкормки сельскохозяйственных животных и растений с начала второй половины XX века по настоящее время.
Препараты, изготовленные на основе гуматов (Гумат калия/натрия с микроэлементами, GSN-2004, Гумат+7, Гувитан-С, Витапдин, Гермивит, Гумивит, Торфогель), содержат аминокислоты, полисахариды, моносахариды, углеводы, витамины, макро- и микроэлементы, гормоноподобные вещества. Они относятся к высокомолекулярным соединениям, характеризуются устойчивостью, полидисперсностью.
Гуматы обладают сорбционными, ионообменными и биологически активными свойствами.
Гумусовые кислоты образуют прочные соединения с ионами металлов, чем определяется их глобальная геохимическая роль. Различающиеся по растворимости группы гумусовых кислот — фульвокислоты и гуминовые кислоты — выполняют противоположные геохимические функции. Фульвокислоты повышают миграционную способность элементов в земной коре, а гуминовые кислоты представляют собой мощный геохимический барьер. Взаимодействие с гумусовыми кислотами — начальный шаг в цепочке процессов, ведущих к аккумуляции благородных металлов в углеродистых породах и формированию рудных месторождений.

## Влияние на здоровье
Гуминовые кислоты при попадании в водопроводную воду могут взаимодействовать с продуктами, использующимися при её хлорировании. При этом образуются дигалоацетонитрилы, являющиеся токсичными.